# Lee Seung-yuop
Lee Seung-yuop (Daegu, 18 de agosto de 1976) é um ex-beisebolista sul-coreano, que atuou a maior parte da sua carreira no time sul-coreano Samsung Lions, equipe que disputa a KBO League.  Aos 26 anos de idade, tornou-se o jogador profissional de beisebol mais jovem do mundo a atingir 300 home runs.
Anteriormente, ele detinha o recorde asiático de 56 home runs em uma temporada, estabelecido no ano de 2003 enquanto atuava pela Samsung na KBO. O recorde foi quebrado por Wladimir Balentien do Tokyo Yakult Swallows, apenas em 15 de setembro de 2013, quando atingiu seu 56.º e 57.º home runs da temporada contra o Hanshin Tigers da Nippon Professional Baseball (NPB). Lee detém os recordes KBO para home runs de carreira, corridas marcadas, corrida impulsionada (RBI), bases totais, porcentagem de slugging e OPS. Combinados, através do KBO e NPB, Lee também gravou mais hits do que qualquer outro jogador sul-coreano nativo.

## Carreira profissional
Nascido em Daegu, Lee iniciou sua carreira no ano de 1995 pelo Samsung Lions, time pelo qual atuou em nove temporadas. Foi o primeiro atleta na KBO League a atingir 50 home runs em uma temporada quando atingiu 54 na temporada de 1999. Em 2003, ele bateu seu próprio recorde estabelecendo o maior número de home runs por temporada em 56 lances.

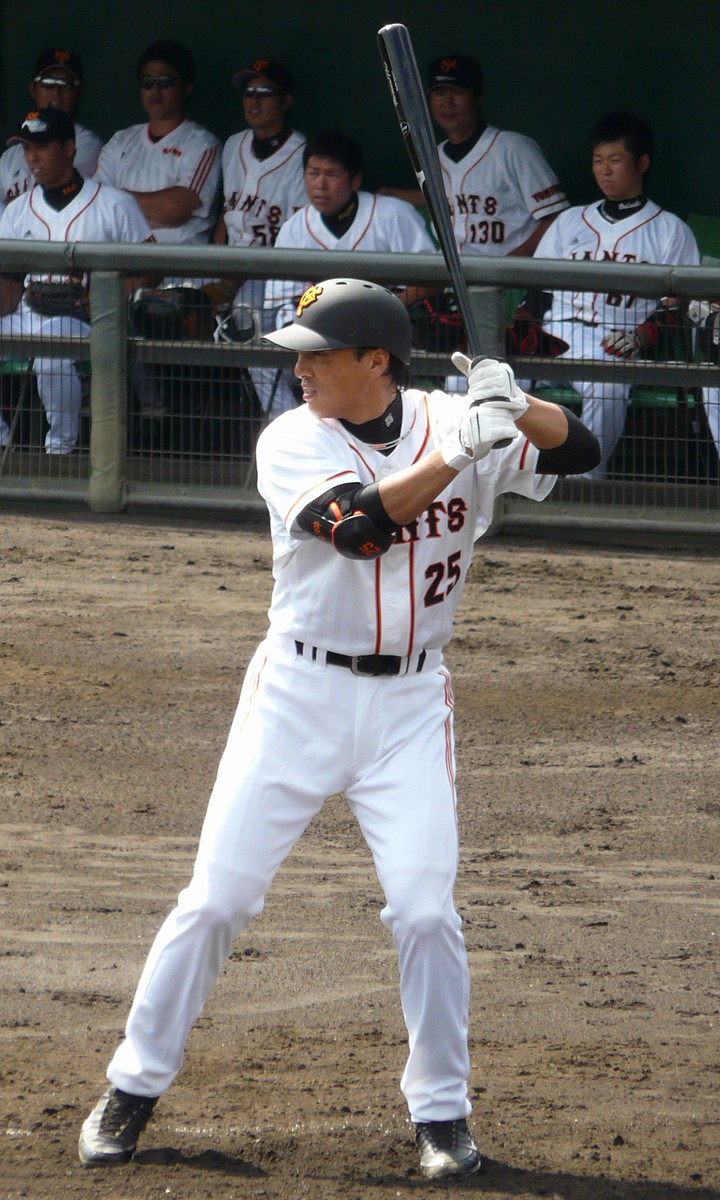
Seung-yuop pelo Yomiuri Giants.

Após nove anos no Samsung Lions, em 2004, Lee assinou contrato de dois anos com o clube japonês Chiba Lotte Marines. Após as duas temporadas no Chiba, no ano de 2006, mudou-se novamente de time indo para o também japonês Yomiuri Giants, em um contrato que chegou ao valor de 210 milhões de ienes, incluindo um bônus de assinatura de 50 milhões de ienes, para a temporada de 2007.
Ele teve um início lento nos campos Japoneses - ainda pelo Chiba. Lee acertou apenas 14 home runs e 50 RBI, com rebatidas de 0,240 em 100 jogos. Na temporada seguinte, seus números melhoraram muito, fazendo 30 home runs e 82 RBI com rebatidas de 0,260 em 117 jogos.
No ano de 2006, foi selecionado pela Seleção Sul-Coreana de Beisebol para disputar o Clássico Mundial de Beisebol. Ele rebateu 0,333 e teve o melhor desempenho do torneio com 5 home runs e 10 RBI. Isso aumentou as especulações de que uma equipe da Major League Baseball (MLB) poderia eventualmente contratá-lo. No entanto, Lee estava sob contrato para jogar com os Yomiuri Giants na temporada de 2006.
Em 1 de agosto de 2006, Lee se tornou apenas o terceiro jogador de beisebol profissional a atingir 400 home runs na carreira antes dos 30 anos (esta marca inclui nomes Sadaharu Oh e Alex Rodriguez). Na temporada de 2006, ele rebateu 0,323 com 41 home runs.
Em 3 de agosto de 2006, uma reportagem radiofônica sobre o mundo da MLB, afirmou que o New York Yankees e Lee haviam concordado em iniciar negociações durante a entressafra após a temporada regular de 2006. O diário sul-coreano The Chosun Ilbo havia noticiado em 19 de julho que os estadunidenses haviam manifestado interesse no batedor.
Após quatro anos atuando pelos Giants no final da temporada de 2010, Lee juntou-se aos Orix Buffaloes da Liga do Pacífico do Japão em dezembro de 2010. Após um ano na equipe japonesa, em 5 de dezembro de 2011, Lee voltou à sua antiga equipe Samsung Lions, assinando um contrato de duração de um ano.

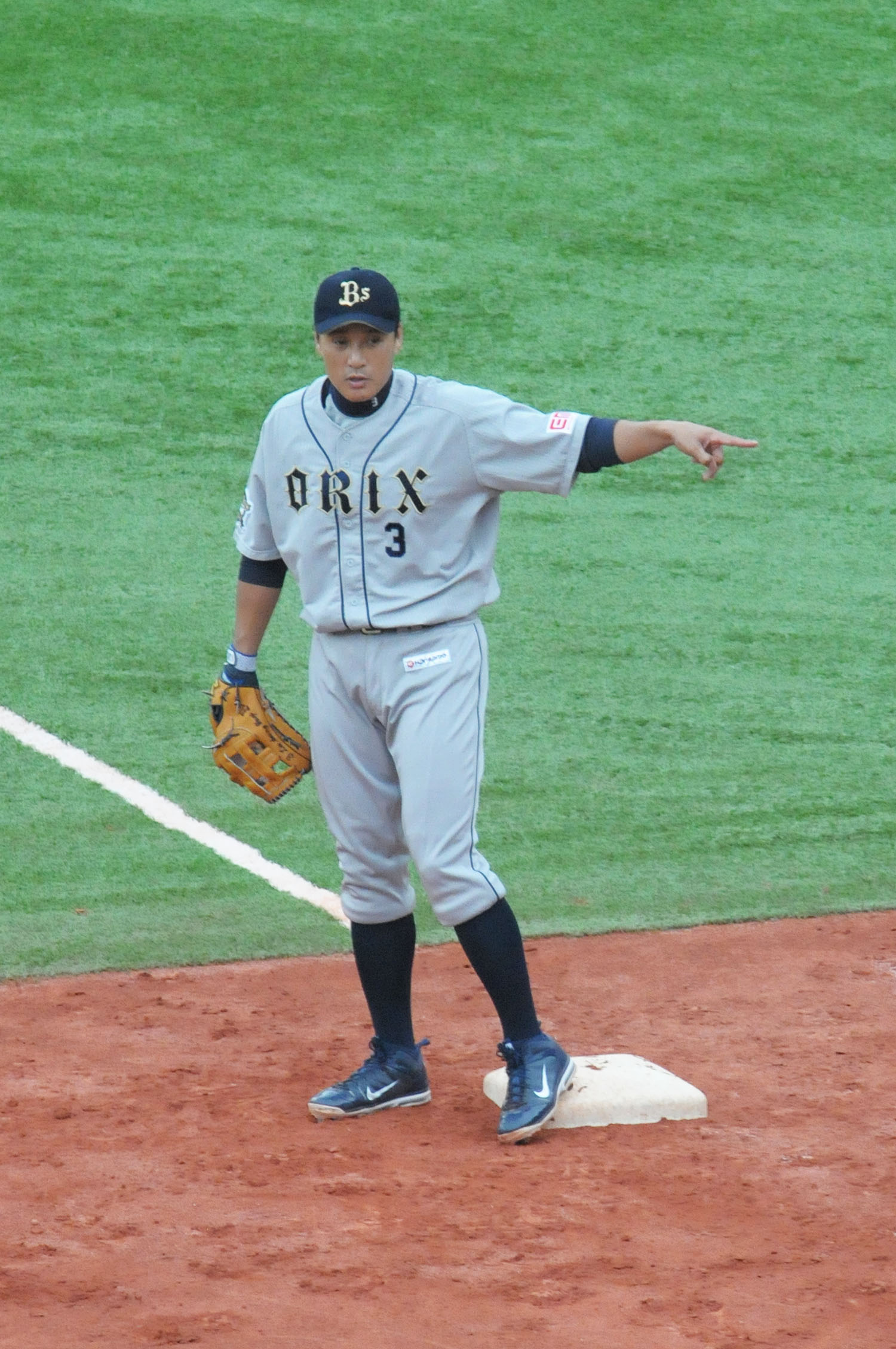
Lee Seung-Yeop atuando pelo Orix Buffaloes.

Atuou pelo até sua aposentadoria aos 41 anos no final da temporada de 2017. Apesar de sua idade, Lee fez 143 home runs entre 2012 e 2017. Em seu jogo de aposentadoria, Lee acertou vários home runs.

## Jogos olímpicos de verão

### Jogos olímpicos de verão de 2000
Lee integrou a seleção sul-coreana nos Jogos Olímpicos de Verão de 2000 em Sydney. Após a eliminação nas semifinal para os Estados Unidos, numa derrota por 3–2, a equipe da Coreia do Sul disputou a medalha de bronze com o Japão - eliminado pela equipe de Cuba por 3–0.
Na partida pela disputa da medalha de bronze, Lee Seung-yuop realizou duas corridas com duas eliminações na oitava rodada, auxiliando a Coreia do Sul à vencer do Japão por 3–1, garantindo assim a medalha de bronze para a Coreia do Sul.

### Jogos olímpicos de verão de 2008
Após a equipe sul-coreana não ser qualificada para disputar os Jogos Olímpicos de Verão de 2004, em Atenas, na Grécia, Lee foi um dos atletas que representou a Seleção Sul-Coreana de Beisebol nos Jogos Olímpicos de Verão de 2008 realizados em Pequim, capital da China. Afetado por uma lesão no polegar esquerdo, Lee jogou nas rodadas preliminares, limitado a 3 de 22 (0,136) com duas corridas impulsionadas e nenhum home runs, antes de recuperar-se nos jogos da rodada de medalhas contra o Japão e Cuba.
No jogo da semifinal contra a equipe do Japão, Lee esteve entre os jogadores que venceram por 6–2. Na final, a Coreia do Sul enfrentou Cuba, que havia eliminado os Estados Unidos por 10–2. Na partida final, Lee fez um home run de duas corridas na primeira entrada contra o titular cubano Norberto González para ajudar a Coreia a derrotar Cuba e conquistar a medalha de ouro.

## Estatísticas

### Números na KBO League
| Temporada | Clube   | G    | AB   | R    | H    | 2B  | 3B | HR  | RBI  | SB | SF | BB  | HBP | K    | GIDP | E  | AVG  | SLG  | OBP  | OPS   |
| --------- | ------- | ---- | ---- | ---- | ---- | --- | -- | --- | ---- | -- | -- | --- | --- | ---- | ---- | -- | ---- | ---- | ---- | ----- |
| 1995      | Samsung | 121  | 365  | 55   | 104  | 29  | 1  | 13  | 73   | 0  | 9  | 33  | 4   | 54   | 4    | 8  | .285 | .477 | .345 | .822  |
| 1996      | Samsung | 122  | 459  | 57   | 139  | 32  | 6  | 9   | 76   | 4  | 6  | 34  | 5   | 42   | 10   | 5  | .303 | .458 | .354 | .812  |
| 1997      | Samsung | 126  | 517  | 96   | 170  | 37  | 3  | 32  | 114  | 5  | 5  | 49  | 6   | 79   | 10   | 4  | .329 | .598 | .391 | .989  |
| 1998      | Samsung | 126  | 477  | 100  | 146  | 32  | 2  | 38  | 102  | 0  | 8  | 78  | 5   | 97   | 4    | 3  | .306 | .621 | .404 | 1.025 |
| 1999      | Samsung | 132  | 486  | 128  | 157  | 33  | 2  | 54  | 123  | 10 | 4  | 112 | 12  | 114  | 7    | 0  | .323 | .733 | .458 | 1.191 |
| 2000      | Samsung | 125  | 454  | 108  | 133  | 33  | 0  | 36  | 95   | 4  | 3  | 80  | 7   | 113  | 5    | 2  | .293 | .604 | .404 | 1.008 |
| 2001      | Samsung | 127  | 463  | 101  | 128  | 31  | 2  | 39  | 95   | 4  | 3  | 96  | 12  | 130  | 6    | 4  | .276 | .605 | .412 | 1.017 |
| 2002      | Samsung | 133  | 511  | 123  | 165  | 42  | 2  | 47  | 126  | 1  | 2  | 89  | 15  | 109  | 11   | 4  | .323 | .689 | .436 | 1.125 |
| 2003      | Samsung | 131  | 479  | 115  | 144  | 23  | 0  | 56  | 144  | 7  | 6  | 101 | 10  | 89   | 11   | 5  | .301 | .699 | .428 | 1.127 |
| 2012      | Samsung | 126  | 488  | 84   | 150  | 28  | 2  | 21  | 85   | 6  | 6  | 59  | 4   | 101  | 10   | 4  | .307 | .502 | .384 | .886  |
| 2013      | Samsung | 111  | 443  | 62   | 112  | 24  | 8  | 13  | 69   | 3  | 8  | 30  | 2   | 94   | 8    | 0  | .253 | .395 | .298 | .693  |
| 2014      | Samsung | 127  | 506  | 83   | 156  | 30  | 0  | 32  | 101  | 5  | 2  | 40  | 0   | 77   | 10   | 0  | .308 | .557 | .358 | .915  |
| 2015      | Samsung | 122  | 470  | 87   | 156  | 28  | 1  | 26  | 90   | 2  | 6  | 40  | 6   | 71   | 10   | 0  | .332 | .562 | .387 | .949  |
| 2016      | Samsung | 142  | 542  | 91   | 164  | 32  | 2  | 27  | 118  | 5  | 8  | 65  | 8   | 89   | 7    | 0  | .303 | .518 | .380 | .899  |
| 2017      | Samsung | 135  | 472  | 65   | 132  | 30  | 5  | 24  | 87   | 1  | 8  | 47  | 6   | 85   | 7    | 2  | .280 | .517 | .347 | .864  |
| Total     |         | 1906 | 7132 | 1355 | 2156 | 464 | 28 | 467 | 1498 | 34 | 76 | 953 | 102 | 1344 | 120  | 39 | .302 | .572 | .389 | .960  |

### Números na NPB League
| Temporada | Clube   | G   | AB   | R   | H   | 2B  | 3B | HR  | RBI | SB | SF | BB  | HBP | K   | GIDP | E  | AVG   | OBP   | SLG   | OPS   |
| --------- | ------- | --- | ---- | --- | --- | --- | -- | --- | --- | -- | -- | --- | --- | --- | ---- | -- | ----- | ----- | ----- | ----- |
| 2004      | Lotte   | 100 | 333  | 50  | 80  | 20  | 4  | 14  | 50  | 1  | 3  | 42  | 3   | 88  | 6    | 4  | 0.240 | 0.328 | 0.450 | 0.779 |
| 2005      | Lotte   | 117 | 408  | 64  | 106 | 25  | 2  | 30  | 82  | 5  | 3  | 33  | 1   | 79  | 9    | 2  | 0.260 | 0.315 | 0.551 | 0.886 |
| 2006      | Yomiuri | 143 | 524  | 101 | 169 | 30  | 0  | 41  | 108 | 5  | 7  | 56  | 5   | 126 | 5    | 3  | 0.323 | 0.389 | 0.616 | 1.003 |
| 2007      | Yomiuri | 137 | 541  | 84  | 148 | 29  | 2  | 30  | 74  | 4  | 1  | 38  | 1   | 119 | 8    | 5  | 0.274 | 0.322 | 0.501 | 0.823 |
| 2008      | Yomiuri | 45  | 153  | 21  | 38  | 4   | 0  | 8   | 27  | 1  | 0  | 11  | 6   | 37  | 3    | 0  | 0.248 | 0.324 | 0.431 | 0.755 |
| 2009      | Yomiuri | 77  | 223  | 33  | 51  | 9   | 0  | 16  | 36  | 1  | 1  | 28  | 5   | 65  | 1    | 3  | 0.229 | 0.327 | 0.484 | 0.811 |
| 2010      | Yomiuri | 56  | 92   | 13  | 15  | 1   | 0  | 5   | 11  | 1  | 0  | 12  | 3   | 26  | 0    | 2  | 0.163 | 0.280 | 0.337 | 0.617 |
| 2011      | Orix    | 122 | 394  | 28  | 79  | 20  | 0  | 15  | 51  | 0  | 6  | 32  | 0   | 121 | 8    | 4  | 0.201 | 0.257 | 0.365 | 0.622 |
| Total     |         | 797 | 2668 | 394 | 686 | 138 | 8  | 159 | 439 | 18 | 21 | 252 | 24  | 661 | 40   | 23 | 0.257 | 0.324 | 0.494 | 0.818 |

## Filmografia

### Televisão
| Ano  | Título      | Emissora | Personagem | Notas        | Ref.   |
| ---- | ----------- | -------- | ---------- | ------------ | ------ |
| 2021 | Team Up 072 | SBS TV   | Ele mesmo  | 2 temporadas | [ 30 ] |